# ایستگاه ونکوور سیتی سنتر
ایستگاه ونکوور سیتی سنتر (انگلیسی: Vancouver City Centre station) یک ایستگاه زیرزمینی در خط کانادا مترو ونکوور اسکای‌ترین (ونکوور) سیستم حمل و نقل سریع مترو است. این ایستگاه در خیابان گرنویل، بین خیابان جورجیای غربی و خیابان رابسون در مرکز شهر ونکوور واقع شده‌است و به مناطق خرید و سرگرمی در امتداد خیابان‌های گرانویل و رابسون، و مجتمع‌های اداری و تجاری پاسیفیک سنتر و ونکوور سنتر خدمات می‌دهد.